# Académie d'art et d'industrie Stroganov
L'Académie d'art et d'industrie Stroganov (russe : Московская государственная художественно-промышленная академия имени С. Г. Строганова) est un établissement d'enseignement supérieur, créé le 31 octobre 1825 à Moscou.

## Histoire
Fondé comme l'école de dessin par le comte Sergueï Stroganov, cet établissement offrait la gratuité des cours à tous les enfants talentueux, indépendamment de leur origine sociale et préparait les spécialistes des arts appliqués. Elle pouvait accueillir 360 étudiants. On y enseignait trois types de dessin : dessin technique, dessin d'animaux et dessin de fleurs et de décoration ornementale.

## Professeurs
- Andreï Kovaltchouk
- Sergueï Golouchev
- Vladimir Helfreich
- Konstantin Pervoukhine
- Franz Schechtel
- Sergueï Vinogradov
- Ivan Joltovski
- Lev Kekouchev
- Geli Korjev
- Alekseï Morgounov
- Ignati Nivinski
- Nikolaï Taraboukine

## Étudiants
- Alexandre Adabachyan
- Karl Burman
- Matveï Chichkov
- Salavat Chtcherbakov
- Olga Della-Vos-Kardovskaïa
- Nikolaï Mikhaïlovitch Kotcherguine
- Andreï Kovaltchouk
- Vitaly Komar
- Alexander Kosolapov
- Nikolaï Kouzmine
- Alexandre Melamid
- Alekseï Morgounov
- Ignati Nivinski
- Dmitri Prigov
- Leonid Sokov
- Ivan Troutnev
- Vladimir Vladimirov
- Alexandre Rodtchenko[2]